# 太田城 (紀伊国)
太田城（おおたじょう）は、和歌山県和歌山市太田にあった戦国時代の日本の城。来迎寺が太田城の本丸跡と伝えられる。
太田城は現在の来迎寺・玄通寺を中心に東西に二町半（約273m）、南北に二町（約218m）と言われているが、近年の発掘調査からはほぼ二町半の四方であった。そこに周囲に深い堀をめぐらし、塁上は土壁とし、各所には高い櫓を設け、城門は大門・南大門・西北門があり、平城であるが当時の城としては強固な城造りであったと思われている。その東にあった大門は和歌山市橋向丁の大立寺に移築されている（和歌山市指定有形文化財）。現在、太田城周辺は開発によって住宅地となっていることもあり、その全貌を明らかにすることは困難な状況になっている。

## 沿革

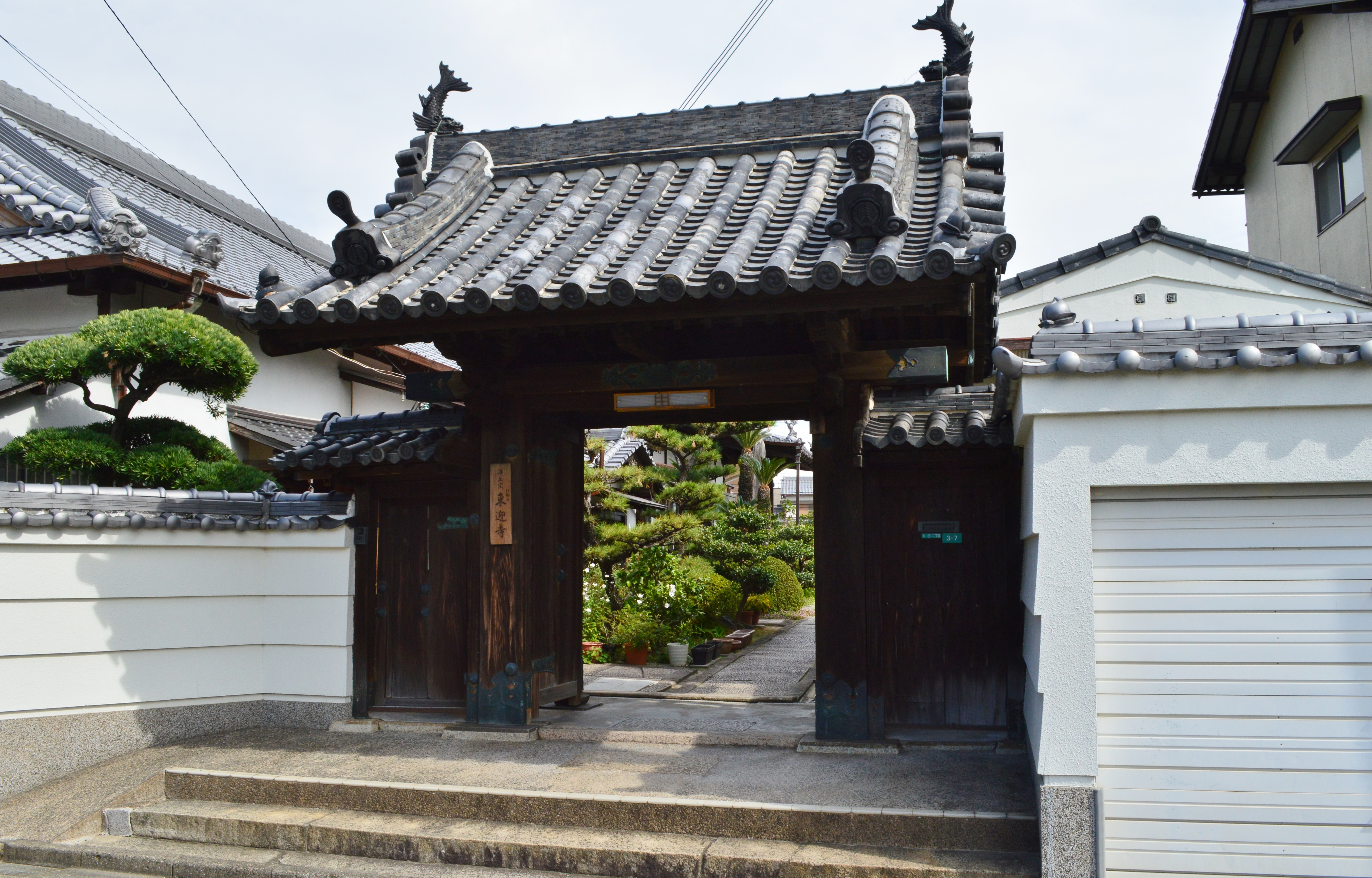
来迎寺（太田城本丸跡）

太田城は延徳年間に、紀伊国造第64代紀俊連が、神領保護を目的として秋月城・三葛城・太田城を築城したと伝わっている。一説には延徳年間ではなく文明年間とも言われている。しかし、全国的に名を馳せたのは1576年（天正4年）に太田左近が修築もしくは築城した太田城に対して、天正十三年（1585年）三月、天下統一をめざす羽柴秀吉が自ら軍を進めた太田城水攻めである。

### 第一次太田城の戦い
太田城の攻城戦は羽柴秀吉が行った第二次太田城の戦い、水攻めが有名であるが、信長の紀州攻めの後も攻城戦が行われた。1577年（天正5年）に織田信長が雑賀城に侵攻するにあたって、雑賀衆の中にも織田信長軍に協力した者がいた。太田左近を党首とする宮郷衆らである。その織田信長軍が雑賀の地から撤退すると、これに遺恨を持っていた雑賀衆が兵をあげ報復を開始した。これに応じた織田信長は佐久間信盛を総大将に八万の増援軍を雑賀に送り込んだが制圧に失敗した。その後、太田左近は根来寺の僧兵を味方にし、かなりの攻城戦があり一進一退を繰り返し、1カ月間も戦いが続いていたが太田城の守りは堅く雑賀衆は攻め切れず、雑賀孫一は太田左近に和睦を申し入れ停戦が成立した。また佐武伊賀守は、この城攻めについて宮郷に雑賀の者が出耕作が妨げられるので、奪い取ってしまえとなったらしく、鍬をもって堀を崩し、別動隊は根来寺や宮郷からの応援隊を迎撃した。この佐武伊賀守も根来衆の大谷某なる人物を討ち取ったようである。この話がどこまで史実に近いかは解らないが「鍬で城を崩してしまおうとは何とものびやかな話」と指摘されている。

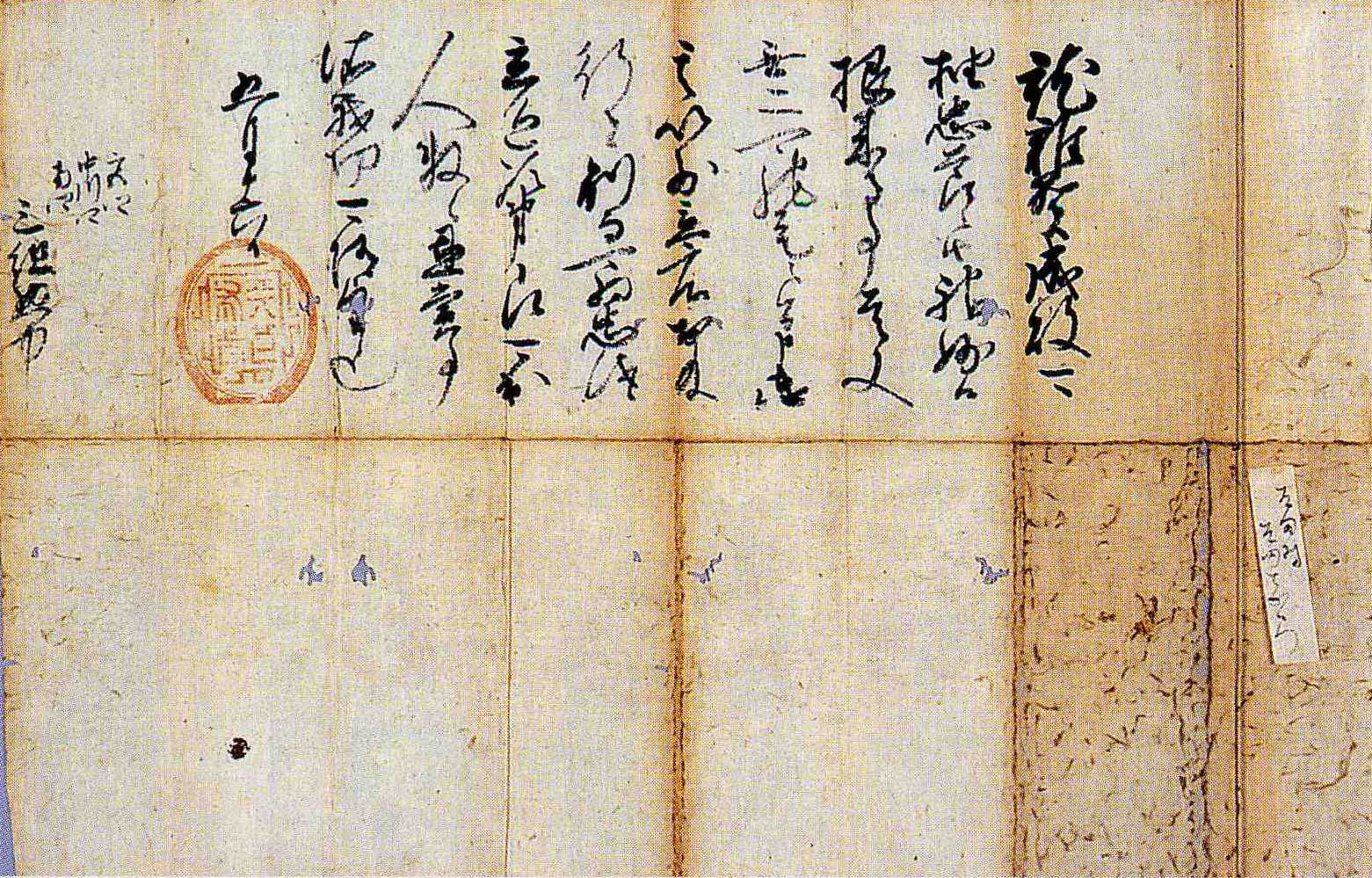
元禄元年（1576年）5月16日宮郷・中郷・南郷に宛てた織田信長朱印状（この2年後第一次太田城の戦いが行われる）/個人蔵

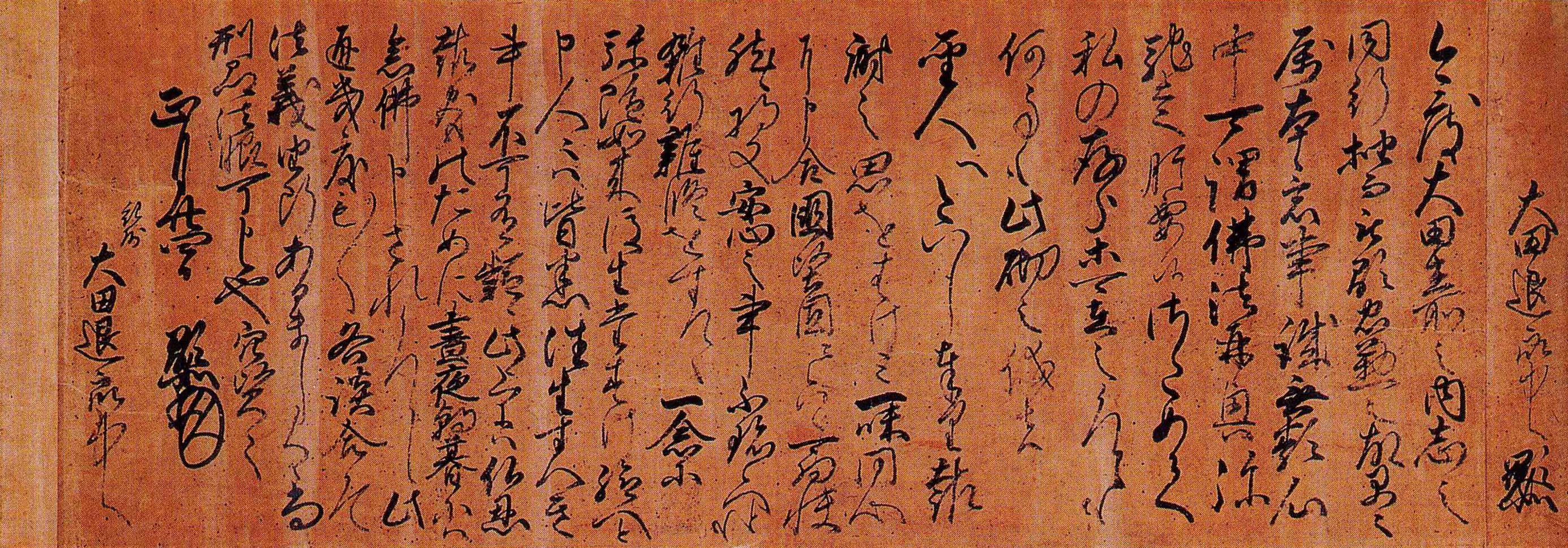
天正5年（1577年）1月24日太田衆に宛てた顕如書状（太田衆のほとんどは織田信長に与したが、一部顕如側につく者もあらわれた）/蓮乗寺所蔵

### 第二次太田城の戦い
この時の戦いの経緯については前哨戦も参照。またこの時の戦については太田城水攻めも参照。

#### 開戦の経緯

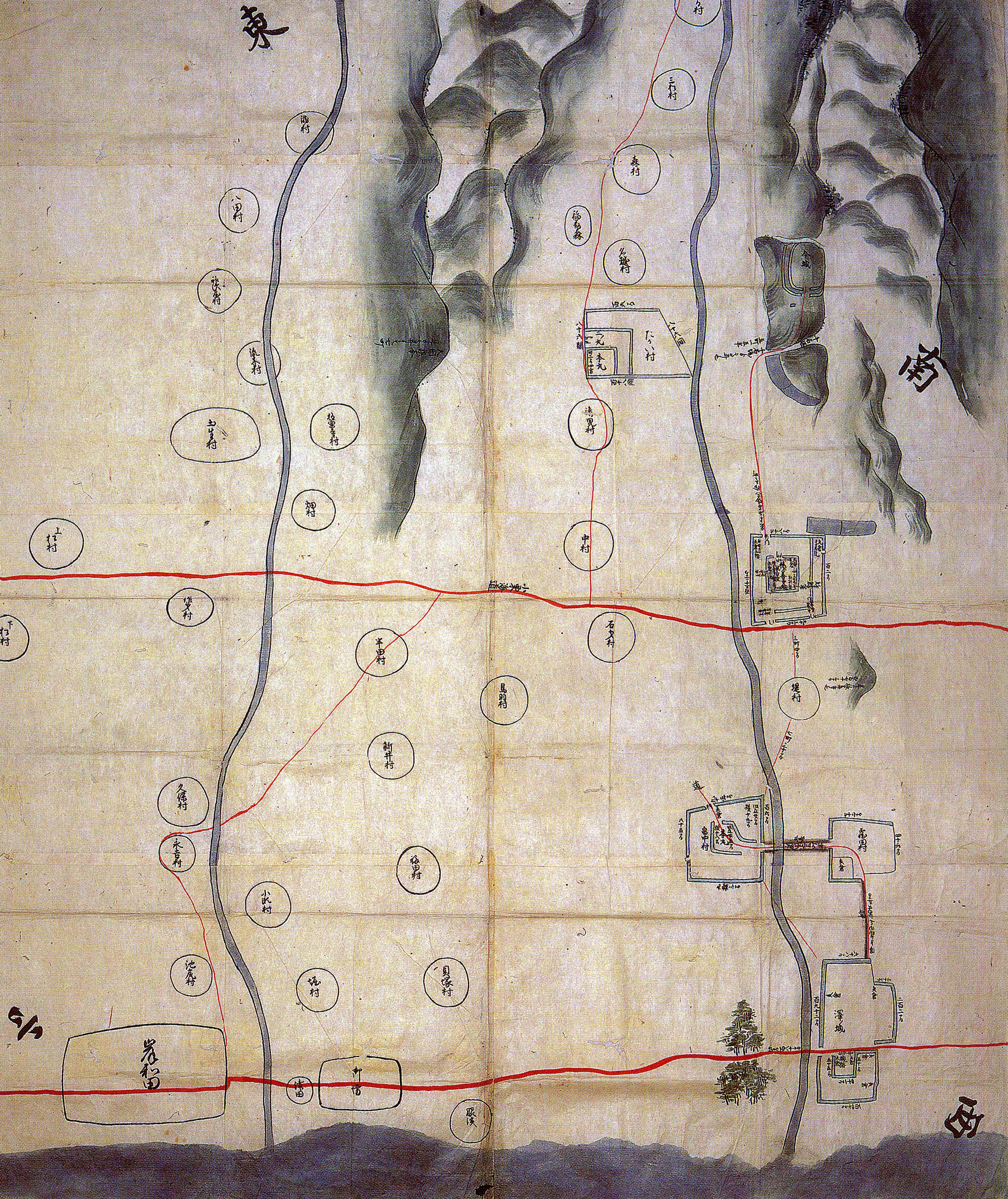
根来出城図/岸和田市立郷土資料館蔵

本能寺の変で織田信長が死去した後、1584年（天正12年）小牧・長久手の戦いで徳川家康軍と羽柴秀吉軍の間で戦が起こっていた時、徳川家康は太田衆・雑賀衆・根来衆らを味方になるように誘い「呼応し、秀吉方の岸和田城を攻めたり、さらに大坂までせめてきた」とされているが、「その誘いには応ぜす」と、大坂までは攻め上ったが太田衆・雑賀衆・根来衆連合軍の独自の判断とする指摘もある。当時根来寺を中心に「紀州惣国一揆」と呼ばれ、寺領72万石を有しており3万兵の僧兵を養っていた。羽柴秀吉はこの寺領を全部納めるよう命じたが、抵抗を態度で示したものであった。これが紀州征伐の原因となったとされているが。一方では「大坂まで攻めてきたことに対する報復という側面もあるが、それだけではなく、もう一つ、「紀州惣国一揆を破滅においこみたい」というねらいがあった」ともされている。
天正13年（1585年）3月10日、羽柴秀吉自らが総大将に、羽柴秀長・羽柴秀次を副将とし10万兵で出陣し、同年3月21日千石堀城から太田衆・雑賀衆・根来衆連合軍の諸城を次々に落城させていった。次いで同年3月23日、風吹峠と桃坂の二方向から根来寺を攻め立てた。根来寺は当時堅固な要害であったが焼き払われてしまった。根来寺の大塔にはこの時のものと思われている銃弾跡が残っている。羽柴秀吉軍の次の目標は太田城に向けられた。

#### 戦いの状況

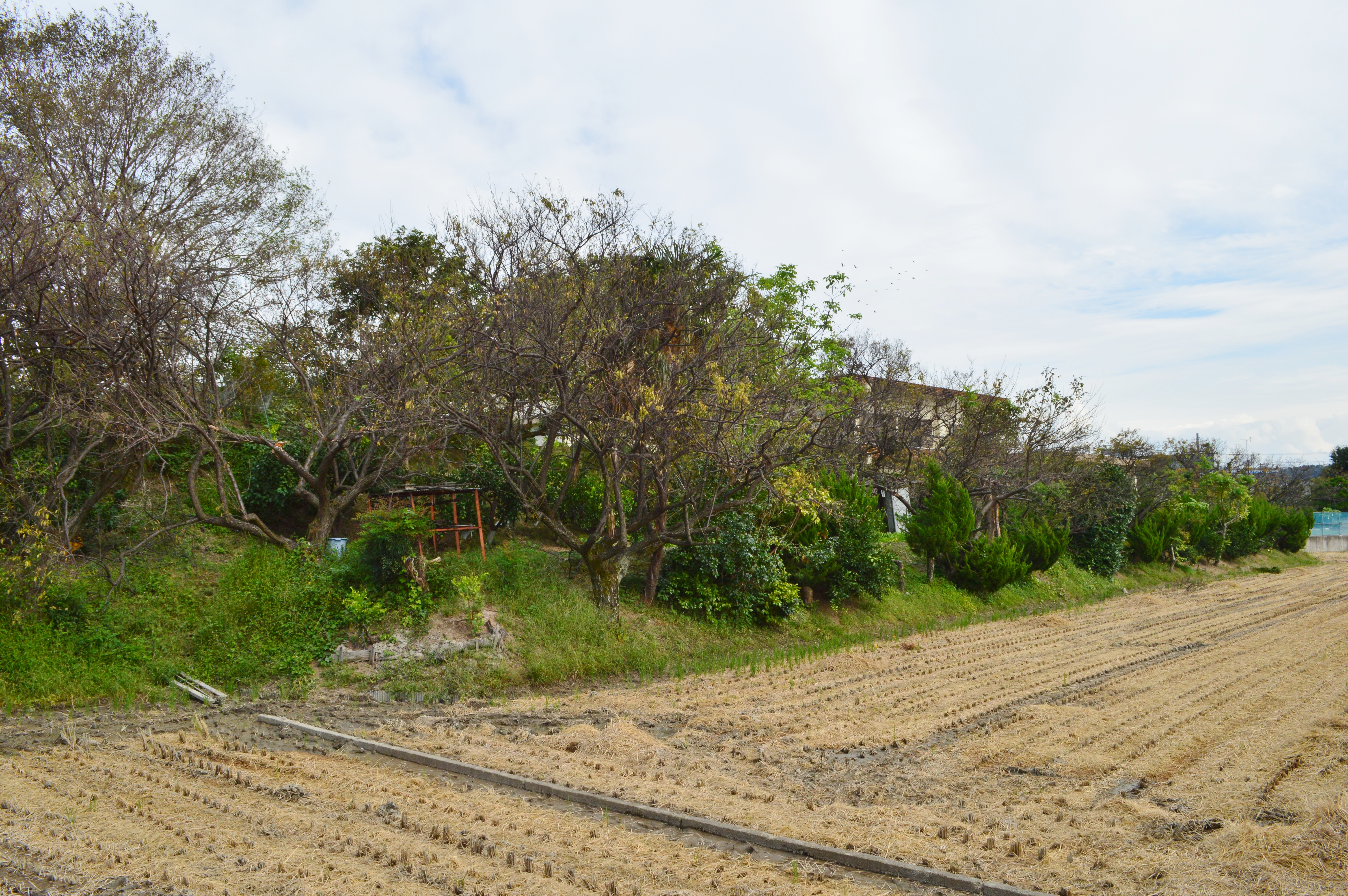
太田城水攻めの際の堤防跡/手前が城側になり水が流れこんだと思われている

羽柴秀吉軍が太田城に攻城した時には、6万兵とも10万兵とも呼ばれている。しかし、太田衆と根来衆の残存兵力を合わせてもわずか3千-5千兵で、この時雑賀衆の一部は羽柴秀吉軍と手を結び、また総本山であった根来寺も焼かれ、孤立無援の状況であった。しかし、太田左近は城兵に対して士気を鼓舞していた。

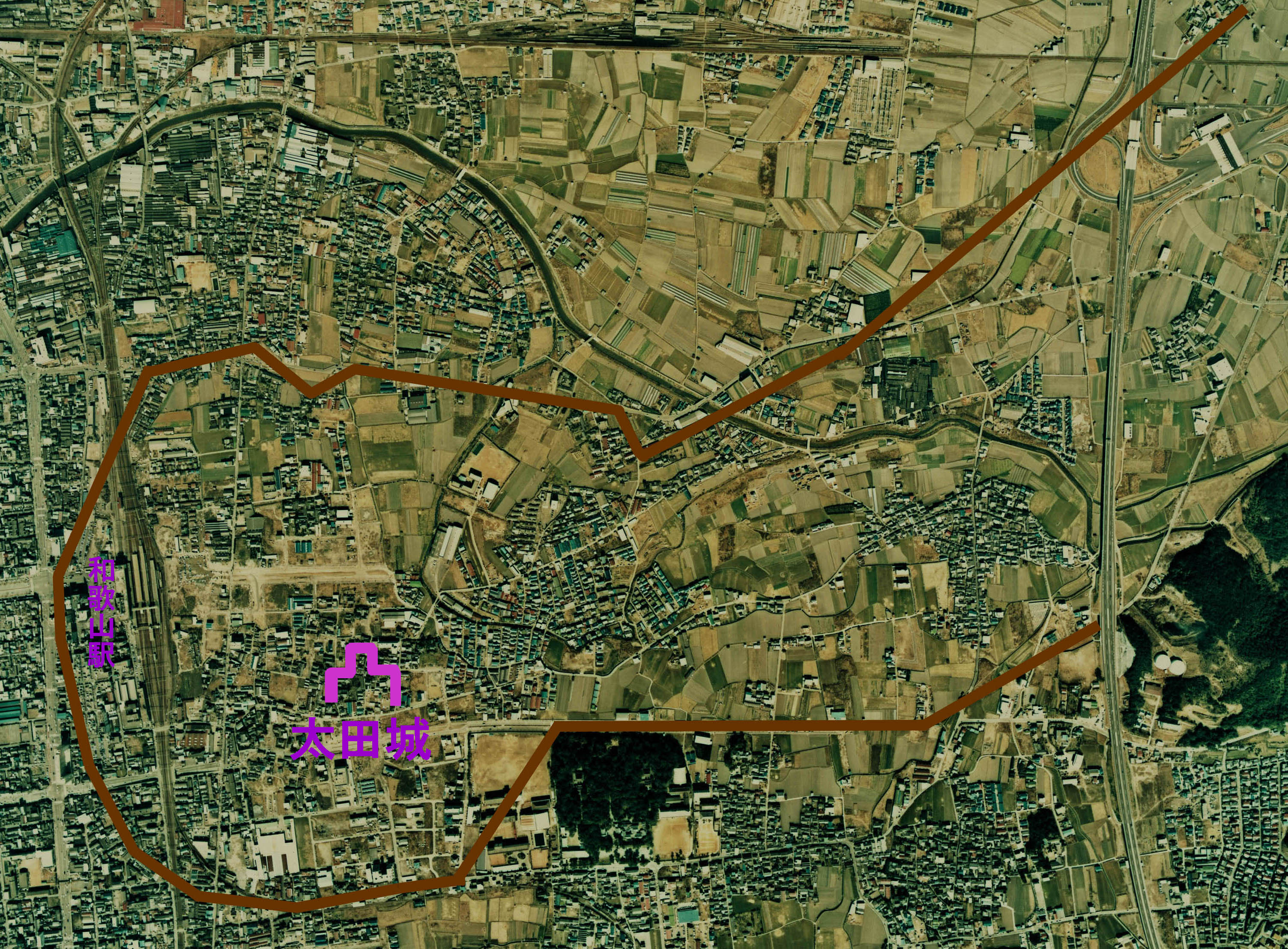
太田城水攻堤の推定位置/

羽柴秀吉軍は堀秀政が率いる先陣3千兵と長谷川秀一が率いる第二陣3千兵の合計6千兵の斥候隊を繰り出して太田城へ向けて攻撃を開始した。田井ノ瀬橋付近から紀ノ川を渡河したが、そこに太田城からの待ち伏せがあり鉄砲隊と弓隊から攻撃され53名が討ち取られた（別説では51名ともある）。斥候隊の敗北により容易には攻め切れずとみたのか水攻めに切り替えた。
同年3月25日（28日という説もあり）、紀の川の水をせき止め、城から300m離れた周囲に堤防を築いた。300mというのは鉄砲の射程と思われている。堤防の高さは3-5m、幅30mで東の方は開け、6kmにも及んだと言われている。工事に要した人数は46万92百名。昼夜突貫工事で6日間で仕上げたと思われている。同年4月1日より水を入れ始め、4月3日から数日間大雨が降り続け、水量が増し始めた。そのため城の周りは浮城のような状態になった。羽柴秀吉軍は太田城から北1kmの黒田という場所に本陣を構えたと言われているが、跡に関しては明らかになっていない。

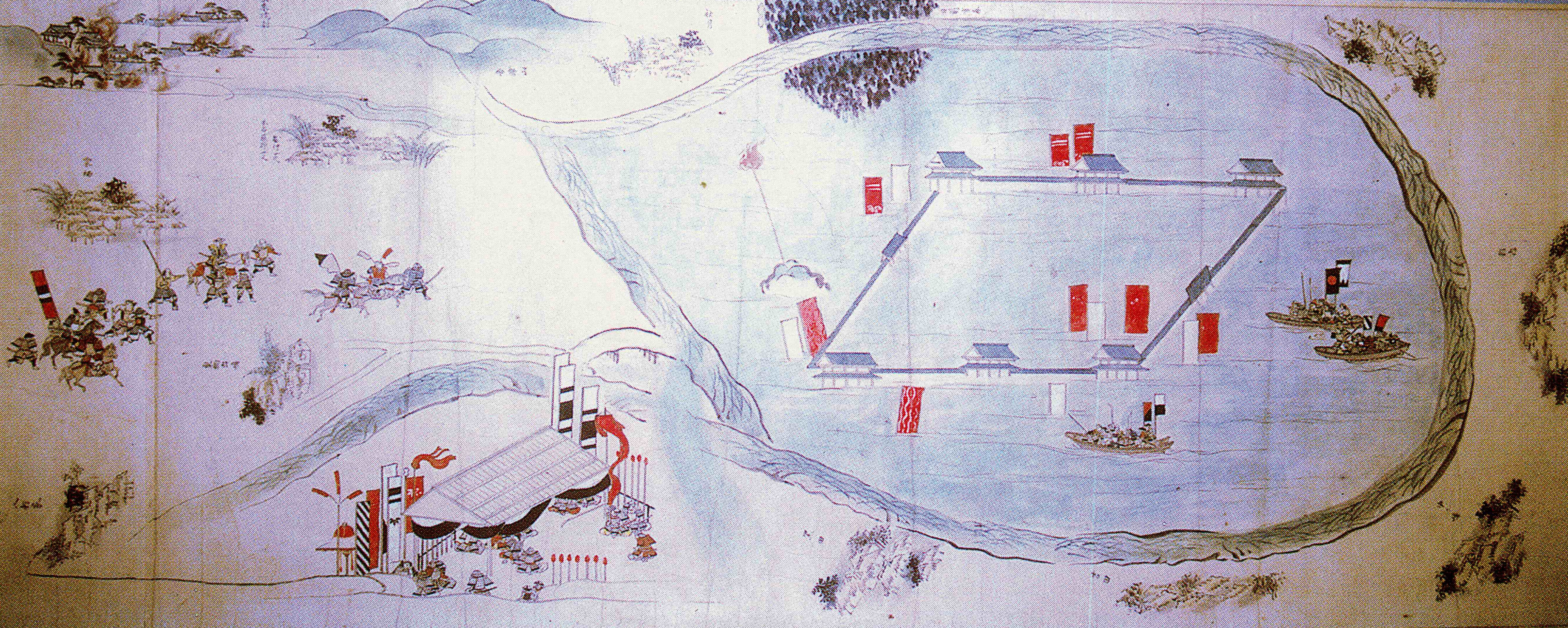
太田総光寺中古縁起/惣光寺蔵

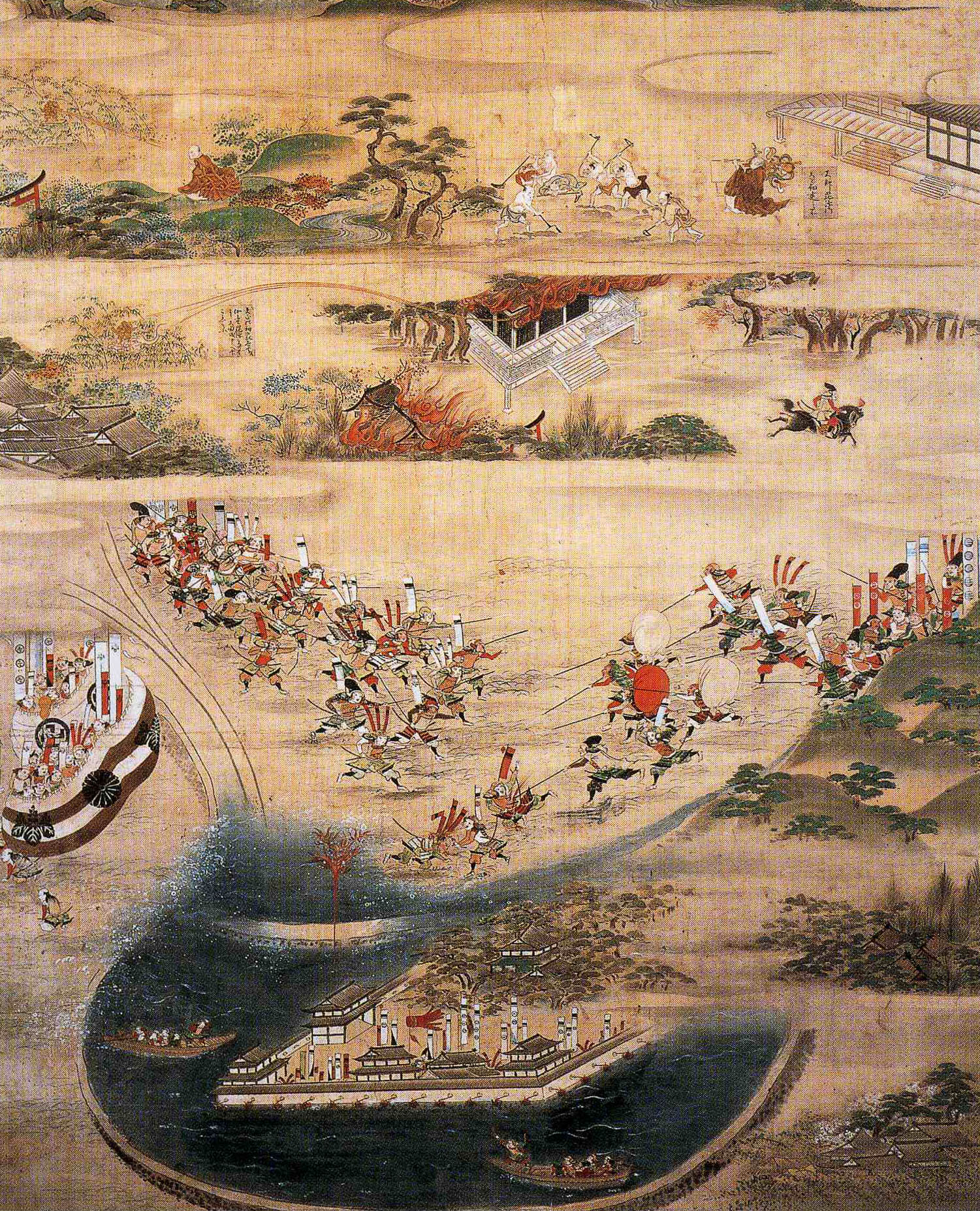
総光寺由来太田城水責図（下部分に太田城水攻めの様子が描かれている）/惣光寺蔵

水で囲まれた太田城に羽柴秀吉軍は中川藤兵衛に13隻の安宅船で攻めさせた。船の先端には大きな板を建てて、鉄砲や弓矢から攻撃から守るため改造したが、太田城の城兵の中で水泳の名手を選び、船底に次々と穴をあけ沈没させ、また押し寄せる攻城兵には鉄砲で防戦した。また同年4月9日、松本助持が切戸口間の堤防150間決壊させ、宇喜多秀家の陣営に多くの溺死者を出した。この時羽柴秀吉軍は60万個の土俵を使って数日に堤防を修復したと伝わっている。
太田城では、増水するにつれて工夫して防衛してきたが、1カ月になる籠城に次第に物心両面で衰えが見え始め、同年4月24日蜂須賀正勝・前野長康の説得に応じて、太田左近をはじめ53名が自害した。根来寺落城から1カ月の事であった。53名の首は城の三箇所に埋められた。現在玄通寺の近くに「小山塚」という大きな碑が建っているが、3つのうちの1つとなっている。
またこの時の戦いの様子を宣教師ルイス・フロイスがイエズス会に送付した書簡に書き記している。
この文中にあるオンダナシロ(Ondanaxiro)とは太田城の事で、海の司令官アゴスチニョとは小西行長の事ではないかと思われている。

#### 戦後の影響
太田城が開城した4月24日同日、羽柴秀吉が太田城兵に向けて三カ条からなる朱印状を出している。

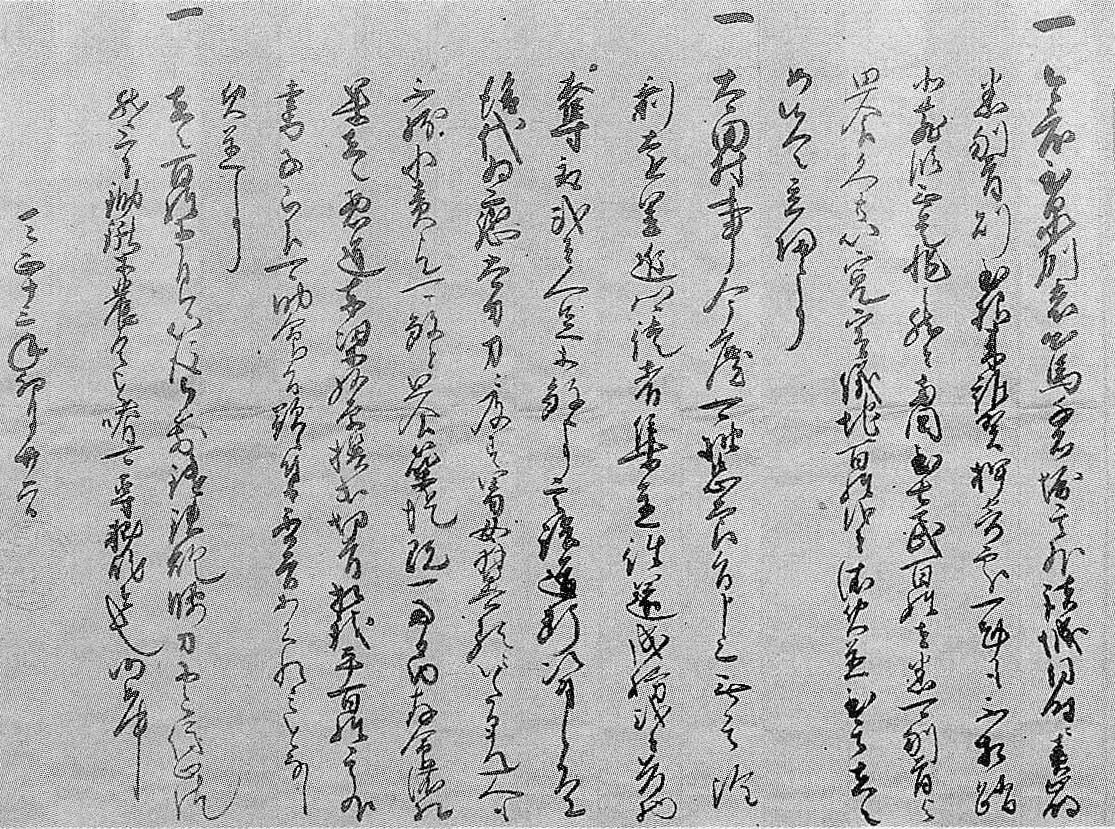
太田衆に向けた羽柴秀吉朱印状/個人蔵

第一条は千石堀城の戦いから始まる経過についてふれ、「両国土民百姓」とは泉南・紀北の事で、百姓達を皆殺しにすべきしところ、「寛宥（かんゆう）の義を以て」とし命を助け村々に立ち帰る事を許したと記載されている。第二条の「東梁（棟梁）の奴原」とは首謀者の事で、その首は切るがそれ以外の「平百姓」とその妻子の命は助けると記載している。小和田哲男によると「東梁の奴原」とは太田左近をはじめとする53名だったとしている。第三条は百姓は武器を所持せず、農具を持って耕作に専念することが義務付けるとしている。また『太田家文章』にはもう一通の秀吉朱印状があり、それには兵糧、すき、くわ、なべ、かま、家財道具、馬牛等が返還された。「平百姓」には太田城から追い出しただけでなく、すぐにも農業が出来るように手当したのである。
同年4月26日に、次右衛門尉宗俊が根来寺明算に宛てた書状には、
と記している。文中にある小一郎殿とは羽柴秀長のことで、和歌山城の築城を開始している。また「はた物」とは磔のことで、53名の首が刎ねられ、女房衆23名が磔になり、その首は天王寺にさらし首になったとある。太田城も放火されこの時に廃城になったと思われている。
戦後処理をすました羽柴秀吉は翌4月25日には開陣し、翌4月26日には大坂城に帰城する。その後羽柴秀吉軍は、3万兵で同年6月6日堺から洲本に向い四国征伐へと続いていく。また羽柴秀吉自身は、同年7月には関白に、同年9月には豊臣秀吉に改名する。

#### 補説

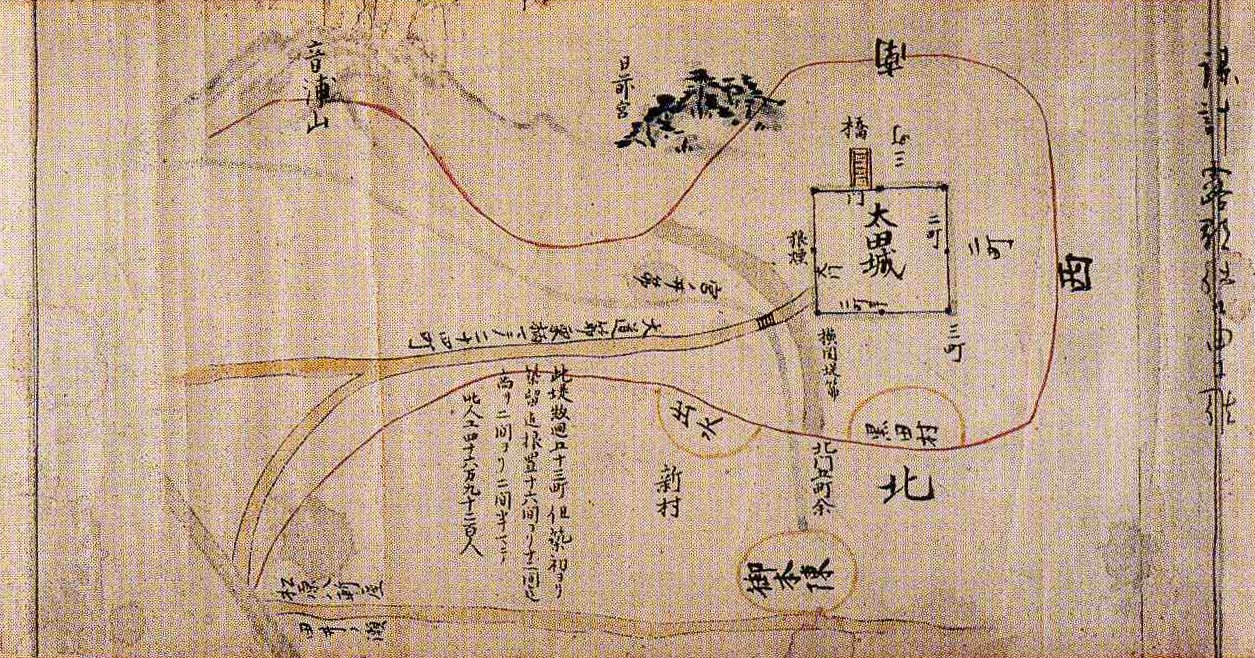
太田城由来并郷士由緒記/個人蔵

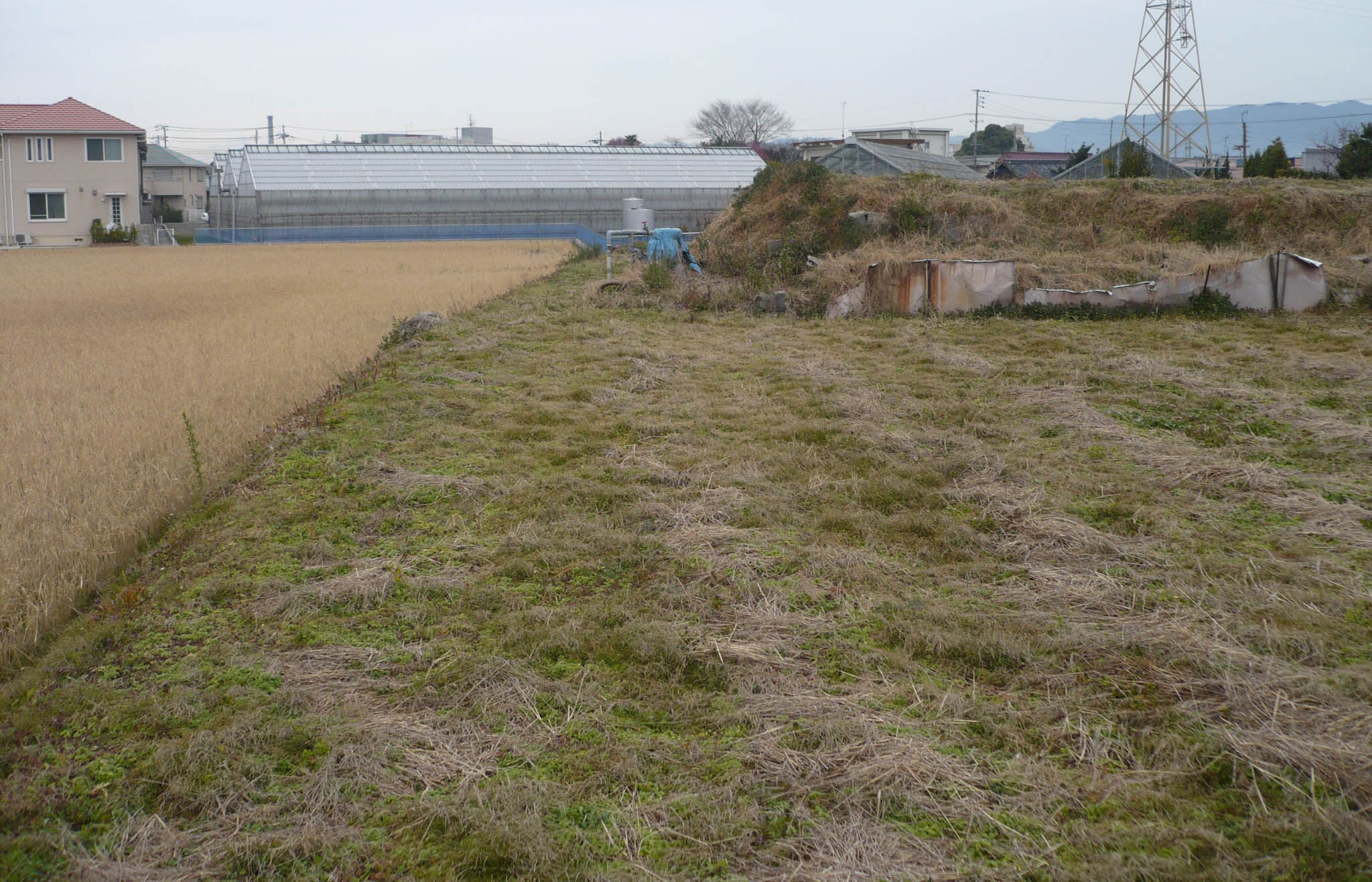
太田城水攻めの際の堤防跡登頂部

この第二次太田城の戦いは、｢その実態については明確でない点も多い」としている。その理由として、堤防の工事期間の短さが挙げられている。大堤防は城の周囲300m、総延長6kmにも及ぶ巨大なものであったが、3月26日から工事が開始され4月1日に完成し、わずか5日間で築いた事になる。「現在の優れた工事技術でも数か月はかかるのに、平地にこれだけの堤防を短期間で仕上げたというのは疑問である」と記しており、完成できた理由として、紀ノ川はよく氾濫しておりもともとあった堤防を利用したという説を紹介している。「築造に投入した人数は、二十六万九千二百余『太田水責記』とも、四十六万九千二百余『紀伊属風土記』ともいうが、延べ人数であるにしても当時の人口を考えれば誇大にすぎるだろう」と工事に投入された人数の多さにも疑問が投げかけている。また「太田城水攻めは完新世段丘の崖と自然堤防（ポイントバーを含む）を利用して行われ、現存する出水提によって、宮井川（大門川）を切戸口付近で堰き止めただけの小規模なもので、太田城は出水提の南側（上流側）、宮井川対岸の太田の小字「小向」付近であったと推定する」と従来言われていた説よりも、小規模なものであり、しかも、太田城の場所は、来迎寺に太田氏の妻「砂の墓」があり、小字（こあざ）「城跡」の伝承から1921年（大正10年）に「太田城址碑」が建てられた場所は、太田集落があった場所としながらも、太田城は秀吉が築いた出水堤防の南側であったとしている。
またこの戦いの起因ついても、秀吉方の史料と太田方の史料では隔たりがある。秀吉方の史料『紀州御発向之事』では、最初太田衆より詫び言を申しており、許しておいたところ、よからぬ者が集まって来て、軍需物資を奪ったり、人足を殺したりしたので懲らしめのために水攻めしたとあり「秀吉朱印状」にも同様の記述がされている。また、秀吉の使者として中村一氏が太田城を訪れ、開城勧告をした時に「従わなければ攻め滅ぼす」とした態度が気に入らなかったのか、中村一氏配下の53名を討ち捕ってしまい、この53名という数字が恨みの数字となり、講和の条件も同数の53名の首を要求したという異説もある。また太田方の資料では、3月25日中村一氏が使者として降伏を勧告したが「その気はないから早く馬を向けられるがよかろう」としたため、先手の53名を討ち取ったとしている。秀吉方の史料と太田方の史料では大きな隔たりがある。
更に史料の中にも問題がある。播磨良紀によると、「太田家文章」は覚書の形を取りながら、文末に「恐々謹言」と書き止め文言となっていて形式がおかしいとし、また前野長康の花押がこの頃のものではない為、後世に作成されたとしている。すべての記述が史実と相違するかは不明だが、小和田哲男も「その可能性が高い」としている。
第二次太田城の戦いは不明確点が多いという他に、秀吉朱印状にある第三条は多くの研究者から注目されており、「民衆の武装解除であり、秀吉が目標とする領主制の最終的な到達段階とは最も対極に位置する「地域的一揆体制」の否定そのものといってよい」とされている。また前田玄以に宛てた羽柴秀吉の書状によると｢鉄砲・腰刀以下を取りて免じておくところもこれあること候｣と記されている。これは太田城が落城後1カ月後の事で、籠城していた百姓のみならず雑賀衆・根来衆の地百姓全体に対してである。この刀狩は1588年（天正16年）におこる秀吉の刀狩の先駆で「一揆の武装解除といった戦後処理のにとどまらず、長期的な展望にたっての身分政策を指向していたと考えられ、全国的な兵農分離政策の先駆けとして、重要な意味を持っていたといわなければならない」としている。

## 城郭

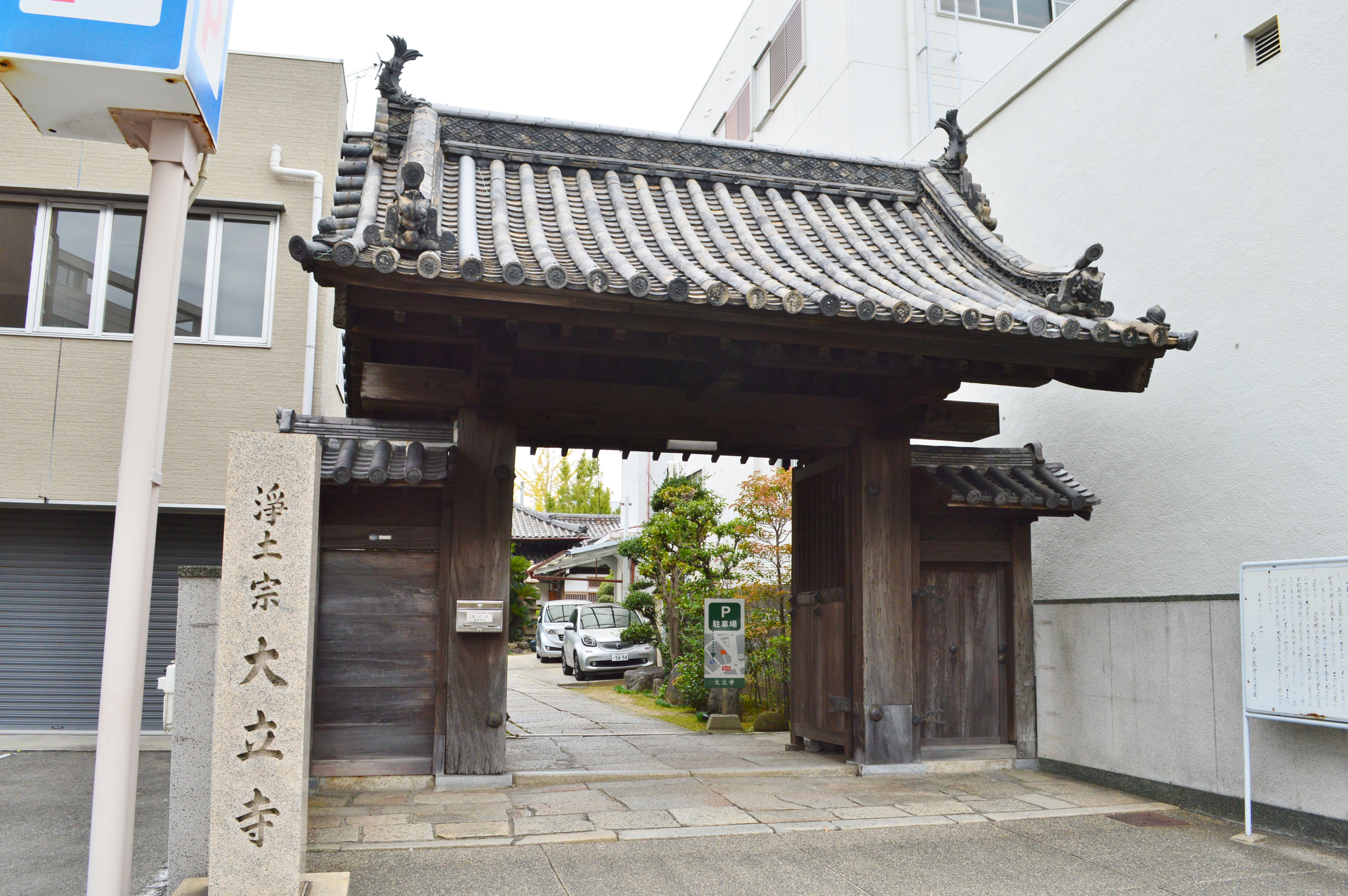
大立寺山門（伝太田城大門）

数々の歴史がある太田城であるが、城郭に関して和歌山駅から徒歩7分という位置にあり、都市化が急速にすすみ今はみる影もない。来迎寺から北東に200mのところに大門川にかかる大門橋がある。ここに和歌山市指定文化財に指定されている大門があった。そこからさらに北東100mの所に「夢の浮橋」があったと言われているが、現在は埋もれてしまったのかその跡すら不明である。この「夢の浮橋」は太田左近が橋が浮いた夢をみたので、羽柴秀吉軍が水攻めで来ることを悟ったという伝説にちなんで付けられた橋名であった。
また「太田・黒田弥生遺跡発掘調査」で太田城の堀跡と思われる遺構が五カ所発見され、室町時代の皿やすり鉢、また鉛製鉄砲玉3個も見つかっている。しかし、多くは住宅地下の遺構の為、全体像の把握は困難である。来迎寺には太田左近の奥方との指摘もある「砂の墓」もある。昭和初期には、第二次太田城の戦いの堤防跡が約20ヵ所残されていたが、今はほとんどが消滅し出水付近に残っているのみである。

## 城跡へのアクセス
- 電車でのアクセス
  - 和歌山駅（JR西日本・和歌山電鐵）　→　徒歩約7分
- 車でのアクセス
  - 阪和自動車道 和歌山インターチェンジ　→　国道24号　→　和歌山県道145号
  - 来迎寺に参拝者用無料駐車場有

## 参考文献

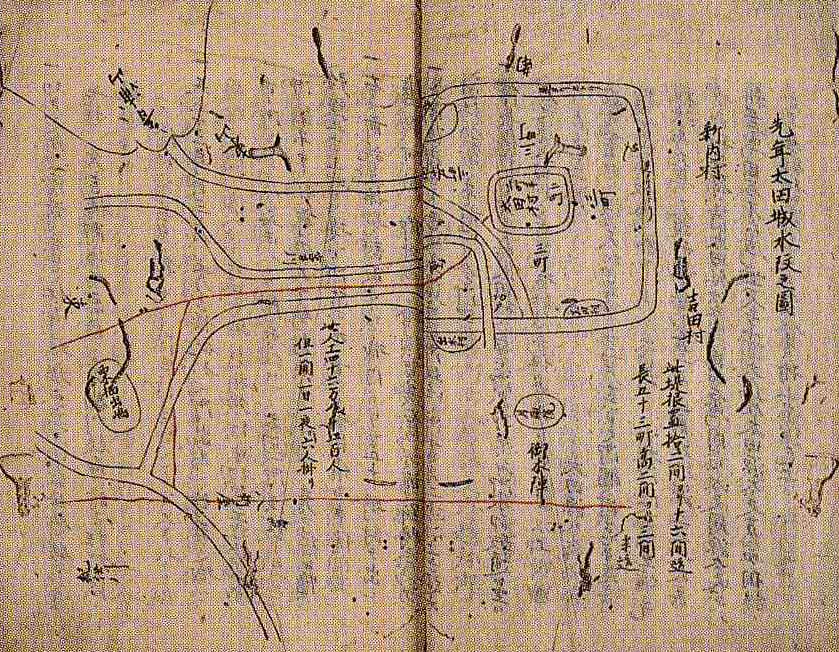
太田城水攻記